# Happy Tree Friends
A Happy Tree Friends, magyarul Tündi Bündi Barátok 1999-ben megjelent morbid, horrorisztikus és szatirikus stílusú, fekete humorú, flash programmal készült animációs filmsorozat a Mondo Mini Showstól, Kenn Navarro, Aubrey Ankrum és Rhode Montijo rendezésében. Warren Graff is fel van tüntetve a Happy Tree Friends szerzőjeként.

## Jellege
A részekben a sorozat kedvesen rajzolt állatszereplői valamilyen hétköznapi esemény vagy tevékenység során karikírozott és drasztikus módon eltúlzott balesetekben szenvednek sérüléseket, melyek általában egy vagy több szereplő brutális halálával végződnek – három olyan rész van csak, amelyben senki sem hal meg: Out on a Limb, Nuttin’ But the Tooth és Clause for Concerne. Hivatalos oldala szerint a sorozat „kis gyerekek és nagy babák számára nem ajánlott”.
63 internetes kis epizód és 39 hétperces televíziós rész jelent meg, utóbbit Magyarországon az MTV és az HBO mutatta be. A sorozatnak saját játékweboldala is készült. Bár a játékok egy része epizódokról készült (pl.: Eye Candy, Sweet Ride), normál flashjátékokból áll az egész (pl.: CubShoot1-3, melynek az a lényege, hogy minél messzebbre kell ellőni Cubot).

## Szereplők
- Lammy, lila báránylány
- Mr. Pickles, zöld uborka, fiú
- Truffles, csak tervezték hogy szerepeljen a sorozatban, varacskos disznó
- Flaky, vörös tarajos sül, lány. Allergiás a földimogyoróra. Rendkívül félénk.
- Mime, lila őzfiú, pantomimes
- Cuddles, sárga nyúlfiú, barátai Toothy és Flaky
- Toothy, lila hódfiú
- Petunia, kék büdösborzlány, tisztaságmániás
- Sniffles, türkizkék hangyászsün, fiú, intelligens
- Lumpy, türkizkék jávorszarvasfiú, kancsal, neki sikerül megölni a legtöbb társát
- Giggles, rózsaszín csíkosmókuslány, Cuddles barátnője
- Handy, narancssárga hódfiú amputált kezekkel
- Nutty, zöld mókusfiú, édességmániás
- Splendid, halványkék mókusfiú, szuperhős, lézersugarat lő a szeméből
- The Mole, rózsaszín vakondférfi, vak és nem beszél
- Disco Bear, sárga medvefiú, menőnek hiszi magát
- Russell, világoskék vidrafiú, volt tengerész
- Lifty & Shifty, zöld mosómedvetestvérek, fiúk, tolvajok
- Cro-Marmot, sárga ősemlős (mormota), fiú, egy jégkockában maradt meg
- Flippy, zöld medvefiú, disszociatív személyiségzavarban szenved. Katona volt és a legkisebb katonaságra emlékeztető dologra is átváltozik gyilkossá
- Pop & Cub, krémszín medvék, apa és fia
- Mrs. Giggles, folyamatosan aggódik lányáért

## DVD-megjelenés
- First Blood (Első vérig)
- Second Serving (Második harapás)
- Third Strike (Harmadik csapás)
- Overkill (Magyarországon nem jelent meg)
- Winter Break (Magyarországon nem jelent meg)